# Andreas von Barby
Andreas von Barby (24. juli 1508 – 3. august 1559) var en dansk kansler (ikke relateret til Günther von Barby).
Han var uægte søn af adelsmanden Nicolaus von Barby til Loburg og Isterlin i Brandenburg, amtmand på Gommern (død 1524, gift 1491 med Elisabeth von der Schulenburg, 1468-1553). Efter at have studeret retsvidenskaben i Wittenberg blev han kansler hos Christian III's svigerfader, hertug Magnus I af Sachsen-Lauenburg, og kom herved i berøring med den danske konge, der 1541 benyttede ham som underhandler med hertugerne af Pommern. Året efter blev han den gamle kansler Utenhofers efterfølger efter at have tilsagt "i sin Livstid at ville blive boende i Danmark og lade sig bruge i Kancelliet". Det er dog usikkert, om Barby nogensinde officielt fik titel af tysk kansler, selv om det ikke kan udelukkes, at det skete sidst i 1550'erne. I dommen over Peder Oxe juni 1558 benævnes han tysk kansler, og på samme måde betegnes han af Jacob Bording i ligprædikenen over Christian III.
De tyske kanslere har altid haft stor politisk indflydelse, da den udenlandske korrespondance førtes gennem det Tyske Kancelli, og de jævnlig stod i et mere personligt forhold til kongerne end deres danske kolleger. Andreas von Barby har ligesom sin forgænger i så henseende spillet en ikke ringe rolle; den kloge forsigtighed og tilbageholdenhed, som præger den danske politik i tidsrummet 1544-59, bærer han sin del af æren for.
Han synes jævnlig at have stået i opposition til sin danske embedsbroder Johan Friis, og i enkelte tilfælde vides han at have gået af med sejren, således i spørgsmålet om Danmarks direkte indblanding i den russisk-liflandske strid 1558. Kong Christian viste ham stor tillid, og på sit dødsleje kaldte han både ham og Johan Friis til sig. Som alle tyske indvandrere har han imidlertid forstået at drage den yderste fordel af det land, i hvis tjeneste han stod. Han blev overøst med forleninger og gunstbevisninger, 1543 fik han domprovstiet i Roskilde, hvorved han blev en af Universitetets konservatorer, senere domprovstiet i Viborg og Sankt Clare Kloster i Roskilde. Kongen overdrog ham 1547-48 Favrholm gård og gods, som han senere solgte til Peder Oxe for 17.000 Dlr., og tillige Selsø, hvoraf han fik tilladelse til at oprette et adeligt stamhus for sin brodersøn, Hans von Barby. 1554 blev han optaget i den danske adelsstand og fik senere sæde i Rigets Råd. Det var også ved Christian III's indflydelse, at han blev valgt til biskop i Lybek. Han kunne da også efterlade sig en betydelig formue, som tilfaldt hans uægte børn og andre slægtninge, særlig brodersønnen Hans von Barby, der senere solgte Selsø til Corfitz Ulfeldt. Men han efterlod sig tillige et slet rygte, og en samtidig ved at fortælle om den store glæde, som hans pludselige dødsfald voldte, og om de talrige vidnesbyrd om den bitre stemning, han havde vakt imod sig: "Han kom som en Ulv, han levede som en Løve, han døde som en Hund", hed det. Han døde 3. august 1559 og ligger begravet i Roskilde Domkirke, hvor endnu hans ligsten er bevaret.